# Ladanum

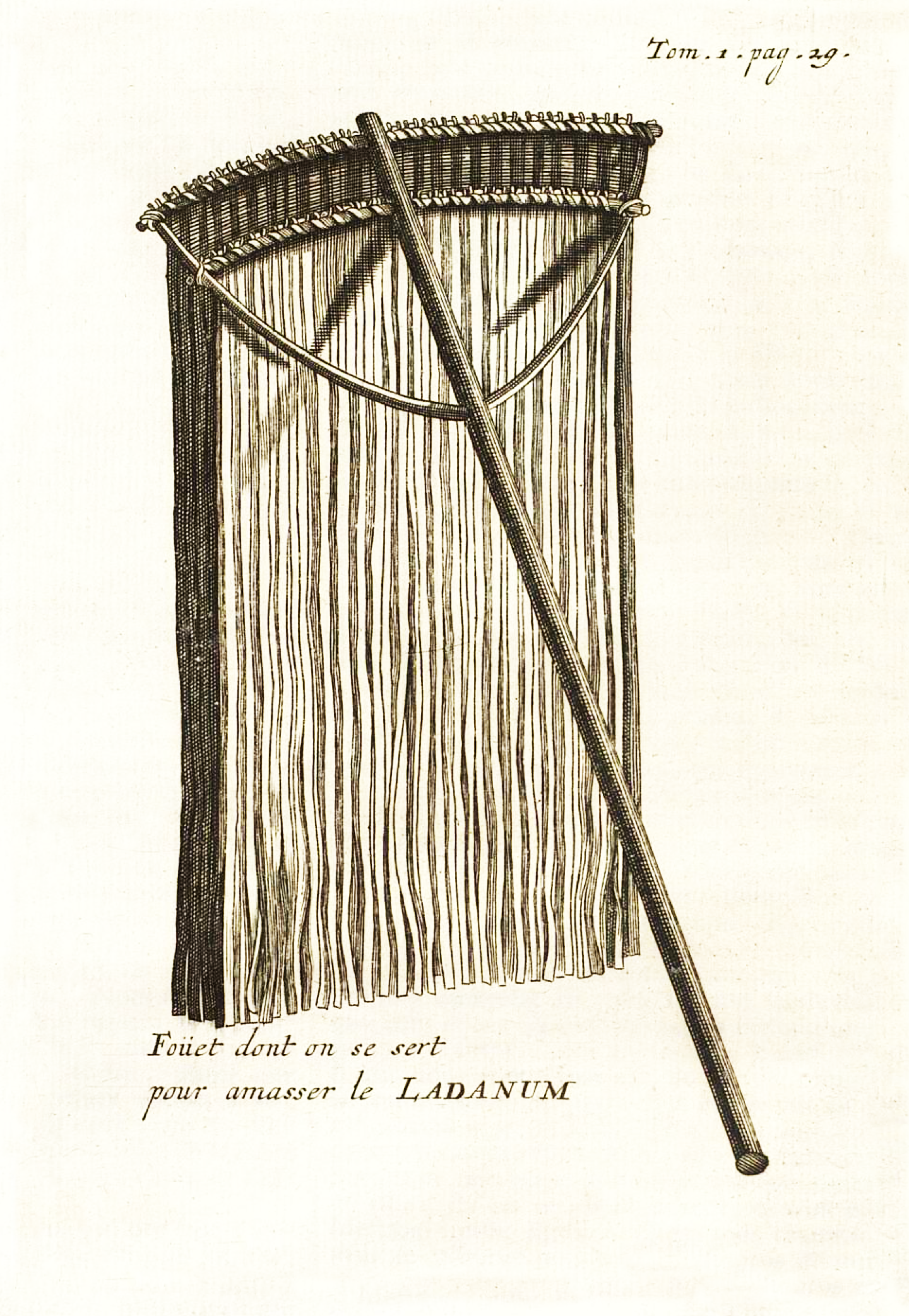
Narzędzie do uzyskiwania labdanum, grafika z 1718

Ladanum lub labdanum – żywica otrzymywana z niektórych gatunków roślin należących do rodzaju czystek (Cistus). Wykorzystuje się do tego celu gatunki Cistus ladanifer, Cistus laurifolius, Cistus creticus i  Cistus × incanus.
Żywica ta znana była już w starożytności. W Księdze Rodzaju opisana jest hebrajskim słowem lōţ, tłumaczonym później na ladanum, a w Biblii Tysiąclecia jako żywica. Słowo lōţ pojawia się w dwóch miejscach: „Kiedy potem zasiedli do posiłku, ujrzeli z dala idących z Gileadu kupców izmaelskich, których wielbłądy niosły wonne korzenie, żywicę i olejki pachnące, szli oni do Egiptu” (Rdz 37,25) oraz: „Zabierzcie jednak w wasze wory to, co w naszym kraju jest najcenniejszego i zanieście owemu człowiekowi w darze: nieco wonnej żywicy, nieco miodu, wonnych korzeni, olejków, owoców, pistacji i migdałów” (Rdz 43,11).
Ladanum początkowo otrzymywano przez wyczesywanie z sierści i bród kóz oraz wełny owiec wypasanych w zaroślach czystka, często w tym celu specjalnie przez te zarośla je przepędzano. Później wyczesywano zarośla czystka specjalnymi narzędziami zbierającymi żywicę. Były wykonane z drewna i przypominały grzebień lub wachlarz. Obecnie ladanum otrzymuje się przez gotowanie gałązek wraz z liśćmi i ekstrakcję rozpuszczalnikiem.
Ladanum to żywica lepka, miękka, ciemnobrązowa lub czarna, o gorzkim smaku i balsamicznym zapachu. Zawiera do 20% wody, początkowo jest dość elastyczna, z wiekiem twardnieje, a jej zapach staje się bardziej wyrafinowany niż świeżej żywicy.

## Zastosowanie
- Wykorzystywana była w celach leczniczych przy biegunce i nieżytach dróg oddechowych[1].
- Znajduje zastosowanie w przemyśle perfumeryjnym i tytoniowym do nadawania zapachu. Jest szczególnie cenna, gdyż ma zapach podobny do otrzymywanej z kaszalotów ambry, której stosowanie jest w wielu krajach zakazane[3].
- Jest składnikiem kadzidła w Kościołach wschodnich[1].